# Malloumawa Djibril
Malloumawa Djibril (auch: Malamawa Jibrim, Malloumawa Djibrim, Maloumaoua Djibam) ist ein Dorf im Arrondissement Zinder IV der Stadt Zinder in Niger.

## Geographie
Das von einem traditionellen Ortsvorsteher (chef traditionnel) geleitete Dorf befindet sich südwestlich des Stadtzentrums im ländlichen Gemeindegebiet von Zinder, der Hauptstadt der gleichnamigen Region Zinder. Die Nachbarorte von Malloumawa Djibril sind der Weiler Garin Aréwa im Nordwesten und das Dorf Malloumawa Abdou im Südosten.
Wie im gesamten Gemeindegebiet von Zinder herrscht das Klima der Sahelzone vor, mit einer durchschnittlichen jährlichen Niederschlagsmenge zwischen 300 und 400 mm.

## Bevölkerung
Bei der Volkszählung 2012 hatte Malloumawa Djibril 480 Einwohner, die in 85 Haushalten lebten. Bei der Volkszählung 2001 betrug die Einwohnerzahl 701 in 124 Haushalten und bei der Volkszählung 1988 belief sich die Einwohnerzahl auf 352 in 68 Haushalten.

## Wirtschaft und Infrastruktur
Es gibt eine Schule im Dorf. Der CSI Malloumawa ist ein Gesundheitszentrum des Typs Centre de Santé Intégré (CSI). Es verfügt über ein eigenes Labor und eine Entbindungsstation.